# Ram Di Dam
«Рам Ди Дам» (швед. Ram Di Dam) — шведская поп- и рок-группа из Гётеборга, образованная в 2007 году. Группа выпустила один EP и один сингл и сыграла на Peace & Love в 2009 году. Их песня Flashbacks включена в саундтрек к игре FIFA 11.

## История
Ram Di Dam была образована в 2007 году пятью парнями, познакомившимися в Шиллерской гимназии в Гётеборге и начали с того, что играли каверы, а затем уже создавали и исполняли свои собственные песни. В 2009 году был выпущен их первый альбом A Liar to Admire EP, который содержал четыре песни. EP был спродюсирован Кристианом Анттилой и получил в целом положительные отзывы. Их сингл Flashbacks был подхвачен общенациональной радиостанцией SR P3 и вскоре стал хитом. Flashbacks также является одним из саундтреков к футбольной игре FIFA 11. В 2009 году Ram Di Dam выступили на фестивале Peace & Love в Бурлэнге, крупнейшем на то время музыкальном мероприятии Швеции. В 2011 году группа подписала контракт с Stranded Rekords. Их следующий сингл Leave A Mark был записан и спродюсирован в студии Traxton Симоном Нордбергом.

## Участники
- Карл Сундстрём — вокал, гитара
- Йенс Эспинг — гитара
- Хуго Вельтер — бас-гитара
- Матиас Эк — ударные
- Тобиас Сандстрём — гитара

## Дискография
Мини-альбомы
- A Liar to Admire EP (2009)
- A Million Secrets (maxi-EP совместно с Stuffa) (2009)[6]

Синглы
- A Play of Nonsense (совместно с Uniforms for the Dedicated) (2009)[7]
- Leave a Mark (2011)
- Different Beat (2011)